# Harald Bukdahl
Peder Harald Pedersen Bukdahl (født 28. januar 1884 i Ødis-12. december 1951 i Kastrup) var en dansk cand. polyt.,gymnast og medlem af Polyteknisk Gymnastikforening i København. 
Harald Bukdahl var søn af lærer i Ødis Peter Christian Petersen og hustru Vilhelmine f. Suhr.
Harald Bukdahl deltog i de Olympiske mellemlege 1906 i Athen og var ved den lejlighed med til at sikre Danmark sølvmedalje i holdkonkurrencen i gymnastik. Norge vandt guld.